# ヒューストン・クーガーズ

ヒューストン・カラーのビッグ12のロゴ

ヒューストン・クーガーズ（英語: Houston Cougars、略称: UHまたは単にヒューストン）は、アメリカ合衆国テキサス州ヒューストンに本部を置くヒューストン大学を代表するカレッジスポーツ競技チームである。NCAAディビジョンI（フットボールチームはFBS）に所属。

## 概要
愛称はCougars。この愛称は、同大学の初代体育教師で元フットボールコーチのジョン・R・ベンダーがかつて所属していたワシントン州立大学が後にこのマスコットと愛称を採用したことから提案された。
同大学の公式カラーは、スカーレットレッドとアルビノホワイトで、マスコットはシャスタという名のピューマ (クーガー) である。また、伝統的なライバル校はライス大学オウルズであり、33年連続でカンファレンスを共有していた（ヒューストン大学とライス大学におけるライバル関係 (英語版)も参照）。
ヒューストンはファイ・スラマ・ジャマや16回の全米チャンピオンに輝いた男子ゴルフチームなど、歴史上著名なスポーツチームがいくつか存在し、大学のキャンパスにはTDECUスタジアム (旧ロバートソン・スタジアム跡地) 、フェルティッタ・センター、ダリル＆ロリー・シュローダー・パークなど、学内アスレチック施設が多数存在する。
同大学の1960年以前は、ローンスター・カンファレンス、ガルフ・コースト・カンファレンス、ミズーリ・バレー・カンファレンスなど、いくつものカンファレンスを所属してきており、1960年から1971年までは独立校として対抗戦を行っていた。また、1971年から1996年まで、ヒューストンのスポーツチームはサウスウェスト・カンファレンスに所属していた。1996年の同カンファレンス解散後、カンファレンスUSAのチャーターメンバーとなった。2013年にアメリカン・アスレチック・カンファレンスに加盟するまで、カンファレンスUSAのメンバーとして在籍し、2021年9月10日にはビッグ12カンファレンスへの加盟オファーを受け入れた。遅くとも2024年7月1日以降にそのカンファレンスでプレーを開始する予定である。

## 競技チーム
| 男子スポーツ                            | 女子スポーツ     |
| --------------------------------------- | ---------------- |
| 野球                                    | バスケットボール |
| バスケットボール                        | クロスカントリー |
| クロスカントリー                        | ゴルフ           |
| フットボール                            | サッカー         |
| ゴルフ                                  | ソフトボール     |
| 陸上†                                   | 水泳・飛込       |
|                                         | テニス           |
|                                         | 陸上†            |
|                                         | バレーボール     |
| †屋外競技チームと室内競技チームがある。 |                  |

最も最近追加された競技チームは女子ゴルフである。2014年シーズンには個人として2名の選手がUHを代表し、2014-15年シーズンから完全なチームが結成された。

### フットボール

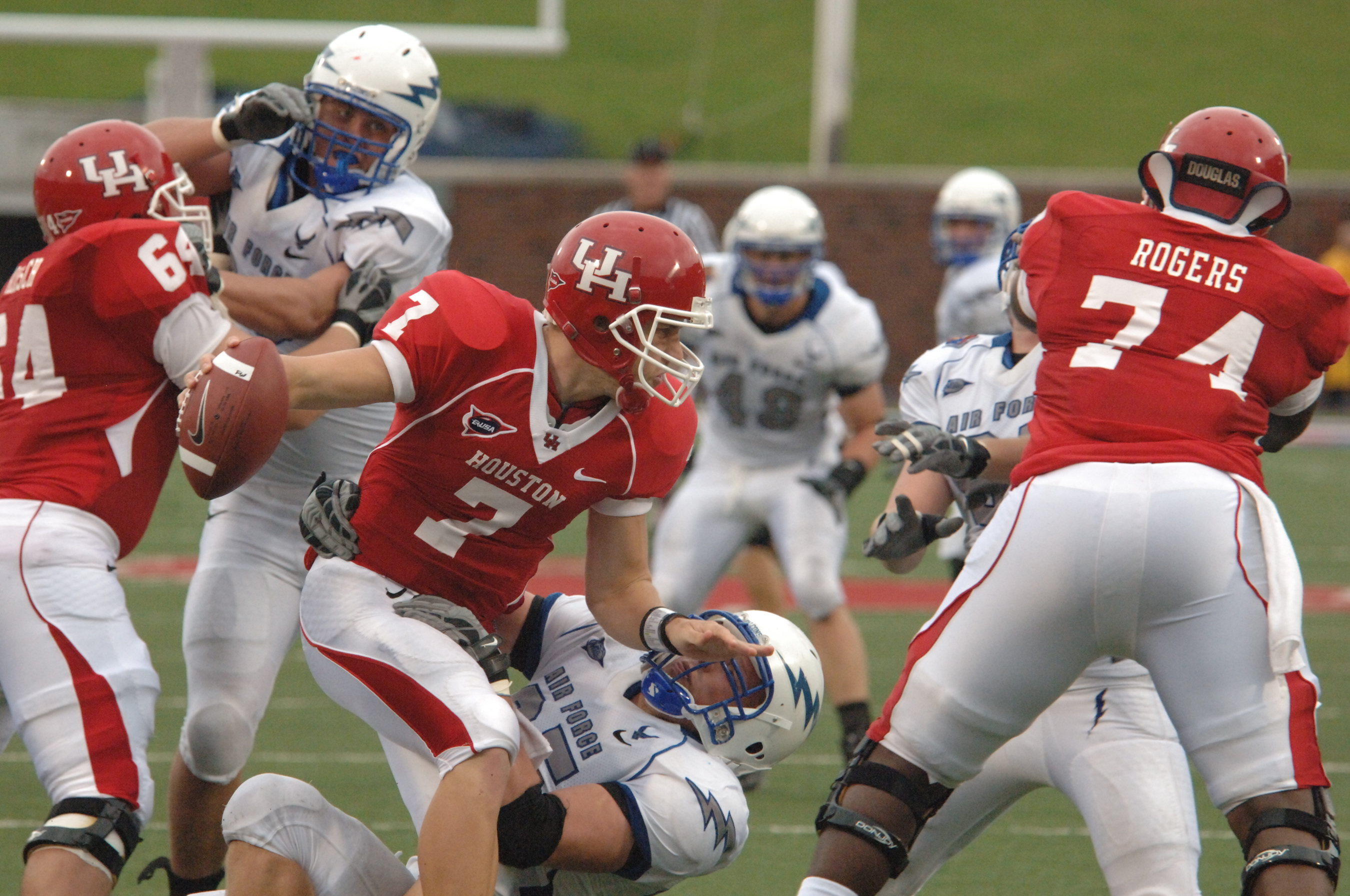
ヒューストン・クーガーズ対エアフォース・ファルコンズの試合

UHは1946年に初の大学対抗のフットボールチームを結成した。現在は、NCAAディビジョンIフットボール・ボウル・サブディビジョンに所属している。2012年にC-USAでの18シーズンを終えた後、2013年にアメリカン・アスレチック・カンファレンスに加盟した。チームは、2012年シーズン終了後に閉鎖・解体される前のロバートソン・スタジアムでホームゲームを行った。クーガーズはAAC初年度のホームスケジュールをリライアント・スタジアムとBBVAコンパス・スタジアムに分け、2014年にはロバートソン・スタジアムの跡地に新スタジアムTDECUスタジアムがオープンした。
2018年12月30日にメジャー・アップルホワイトを解任以降、2019年1月にヘッドコーチに就任したダナ・ホルゴーセンがヘッドコーチを務めている。アップルホワイト時代はアーミー大学に70-14で敗れるなど、ボウルゲームでは0勝3敗であった。

### バスケットボール
ヒューストン・クーガーズ男子バスケットボールチームは、ヒューストン大学を代表してNCAAディビジョンI男子バスケットボール競技に参加しており、アメリカン・アスレチック・カンファレンスでプレーしている。同チームが最後にNCAAディビジョンI男子バスケットボールトーナメントに出場したのは2021年であり、現在はケルビン・サンプソンがヘッドコーチを務めている。クーガーズは旧ホフハインツ・パビリオンの改修を経て2018-19シーズンにオープンしたフェルティッタ・センターでホーム試合を行っており、改修中はテキサス・サザン大学のH&PEアリーナで試合が行われていた。
2017-18年度のクーガーズはレギュラーシーズン27勝8敗の成績を収め、AACトーナメントで決勝に進出し、1984年以来初めてNCAAトーナメントで勝利を収めた。2018-19年度になると快進撃は続き、シーズン33勝4敗と好成績を残して同チームの歴代勝敗記録を更新し、AACレギュラーシーズンチャンピオンとなったが、カンファレンス・トーナメントの決勝で敗退した。NCAAトーナメントでは、35年ぶりにスウィートシックスティーン (16強) に進出した。2020-21年度は1984年以来となるファイナル・フォー進出を果たしたが、今年度全米チャンピオンになったベイラー大学ベアーズに敗れ、決勝進出とはならなかった。
HU出身の著名な選手には、バスケットボール殿堂入りしたアキーム・オラジュワンとクライド・ドレクスラー (1994-95シーズンに同じヒューストンに本拠地を置くNBAチームのヒューストン・ロケッツでともにプレーし、地元ヒューストンにNBAチャンピオンをもたらした) やオーティス・バードソングや殿堂入りしたエルビン・ヘイズ (1978年にワシントン・ブレッツでNBAチャンピオンを経験）、現役選手ではクエンティン・グライムズなどが挙げられる。グライムズ以外のこれらの選手はHU時代に着用していた背番号は同チームの永久欠番となっている。また、最も有名なコーチとして、ガイ・ルイスがいる。クーガーズで行われた最も有名な試合は、「Game of the Century」として知られる初の全米放送をされた、1983年と1984年のNCAA全米選手権である。

#### 男子バスケットボール永久欠番
クーガーズは男子バスケットボール選手5人の背番号を永久欠番にしている。欠番になったのはオーティス・バードソング、クライド・ドレクスラー、エルビン・ヘイズ、アキーム・オラジュワン、マイケル・ヤング。
女子チームは1988年、1992年、2004年、2005年、2011年にNCAAトーナメントに出場している。女子は2017-18シーズンのホームスケジュールをすべてH&PEアリーナで行った。

### ソフトボール
同大学のソフトボールチームは、アメリカン・アスレチック・カンファレンスに所属し、ディビジョンIのチームである。2001年に創設された同チームは、カンファレンスUSAのレギュラーシーズンチャンピオンに3度輝いた。ホームゲームはキャンパス内のクーガー・ソフトボール・スタジアムで行われ、クリスティン・ヴェセリーが監督を務めている。

### ゴルフ
男子ゴルフチームは1946年にフットボールチームとともに創設された、ヒューストン大学で最も古いスポーツチーム。チームとして16回、個人として8回の全米チャンピオンを果たしており、大学史上最も成功したプログラムの1つであるとともに、全米屈指の強豪として知られている。また、イエール大学ブルドッグスに次いで史上2番目に多い、20回のカンファレンス・チャンピオンと44人のオールアメリカンを輩出している。

## 全米選手権チャンピオン

### NCAAチームチャンピオン
これまでにNCAAチーム全米選手権で17回の優勝を果たしている。
()内は優勝回数
- 男子 (17)
  - クロスカントリー競走 (1): 1960
  - ゴルフ (16): 1956, 1957, 1958, 1959, 1960, 1962, 1964, 1965, 1966, 1967, 1969, 1970, 1977, 1982, 1984, 1985
- 詳細:
  - アメリカン・アスレチック・カンファレンスNCAAチーム選手権 (英語版)
  - NCAAディビジョンI最多優勝校一覧 (英語版)
  - NCAAディビジョンI全米選手権最多出場校一覧 (英語版)